# Pectocarya
- Commons
- Wikispecies

Pectocarya é um gênero de plantas pertencente à família Boraginaceae.

## Espécies
Estão descritas as seguintes espécies:
- Pectocarya anisocarpa Veno
- Pectocarya anomala I. M. Johnst.
- Pectocarya boliviana (I. M. Johnst.) I. M. Johnst.
- Pectocarya dimorpha I. M. Johnst.
- Pectocarya heterocarpa (I. M. Johnst.) I. M. Johnst.
- Pectocarya linearis (Ruiz & Pav.) DC.
- Pectocarya penicillata (Hook. & Arn.) A. DC.
- Pectocarya peninsularis I. M. Johnst.
- Pectocarya platycarpa (Munz & Johnst.) Munz & I. M. Johnst.
- Pectocarya pusilla (A. DC.) A. Gray
- Pectocarya recurvata I. M. Johnst.
- Pectocarya setosa A. Gray